# 보험증권
보험증권(保險證券)이라 함은 보험계약이 성립한 후에 보험계약의 내용을 증명하기 위하여 보험자가 발행하는 일종의 증거증권이다. 면책증권이자 요식증권, 비설권증권이다. 상법 제640조에 따르면 보험자는 보험계약이 성립하는 때에는 지체없이 보험증권을 작성하여 보험계약자에게 교부하여야 한다. 그러나 보험계약자가 보험료의 전부 또는 최초의 보험료를 지급하지 아니한 때에는 그러하지 아니하다고 하고 있다. 또한 기존의 보험계약을 연장하거나 변경한 경우에는 보험자는 그 보험증권에 그 사실을 기재함으로써 보험증권의 교부를 갈음할 수 있다고 하고 있다.